# クリケットアイルランド代表
クリケットアイルランド代表（Ireland cricket team）はクリケット・アイルランドにより組織されるクリケットのナショナルチーム。アイルランドと北アイルランドの合同チームとなっている。

## 代表成績

### ワールドカップ
- 1975 - 不出場
- 1979 - 不出場
- 1983 - 不出場
- 1987 - 不出場
- 1992 - 不出場
- 1996 - 不出場
- 1999 - 不出場
- 2003 - 不出場
- 2007 - スーパー8敗退
- 2011 - グループリーグ敗退
- 2015 - グループリーグ敗退
- 2019 - 不出場

### ICC 男子T20ワールドカップ
- 2007 - 不出場
- 2009 - スーパー8敗退
- 2010 - グループリーグ敗退
- 2012 - グループリーグ敗退
- 2014 - グループリーグ敗退
- 2016 - グループリーグ敗退
- 2021 - グループリーグ敗退
- 2022 - スーパー12敗退